# Erwin Strittmatter
Erwin Strittmatter (Spremberg, 14 agosto 1912 – Francoforte sul Meno, 31 gennaio 1994) è stato uno scrittore e drammaturgo tedesco.
È considerato una delle maggiori figure letterarie della Germania Est.

## Biografia
Nacque in un villaggio della Lusazia che aveva una popolazione mista tedesco-sorba. Avviato al lavoro dal padre come panettiere, iniziò a scrivere negli anni '30 e sotto il nazismo fu imprigionato per insubordinazione e disertò poco prima della fine della guerra. Nel 1945 fu nominato amministratore di alcuni villaggi e nel 1947 aderì al Partito Socialista Unificato di Germania. Pubblicò il primo romanzo, il semi-autobiografico Ochsenkutscher, nel 1951, e nel 1953 scrisse il suo primo dramma teatrale, Katzengraben, che raccolse l'interesse di Bertolt Brecht e fu rappresentato con successo al Berliner Ensemble.
Fu segretario dell'Unione degli scrittori della RDT dal 1959 al 1961 e vicepresidente dal 1961 al 1978.
Tra i lavori più noti, Tinko (1954), che nel 1957 fu adattato in un film diretto da Herbert Ballmann, Ole Bienkopp (1963), le trilogie Der Wundertäter (1957, 1973 e 1980) e Der Laden (1983, 1987 and 1992).
Il suo stile è caratterizzato da un realismo popolaresco, da un linguaggio colloquiale, dal racconto di grandi sconvolgimenti politico-sociali visti dal punto di vista delle persone comuni e dei piccoli villaggi, da un ricercato e fanciullesco candore quasi infantile.
Sposò la poetessa Eva Braun, più nota, dal suo nome, come Eva Strittmatter (1930-2011).